# Kis Sándor
Kis Sándor (Mindszent (Csongrád vármegye), 1854. november 18. – Szakolca, 1904. november 12.) bölcseleti doktor, római katolikus pap, piarista szerzetes, főgimnáziumi tanár, műfordító, irodalomtörténész.

## Élete
Kis Ferencz szabómester és Barta Julianna fia. A gimnázium I-III. osztályát Félegyházán, a IV-VI. osztályt Kolozsvárt végezte; innen lépett 1871. szeptember 8-án a kegyes tanítórendbe; az újonc év után a VII. és VIII. osztályt Kecskeméten járta. A rend kormánya a veszprémi nagygimnáziumba helyezte próbaéves tanárnak azon utasítással, hogy a hittudományokból magánúton készüljön vizsgálatokra. Itt négy évig tanított s a hittudományokból levizsgázott, majd 1878-ban áldozópappá szenteltetett; a következő tanévben pedig a nyitrai gimnáziumba rendelték tanárnak. 1879-ben a rend kormánya Budapestre helyezte át tanárnak és egyetemi hallgatónak. 1884. június 4-én tanárvizsgálatot tett a magyar nyelv- és irodalomból, és a bölcseletből. 1885-ben Nagykanizsára, 1886-ban Kolozsvárra helyezték; itt 1888. december 16-án bölcseleti szigorlatot tett. 1889-től a nagybecskereki főgimnáziumban tanított.
Költeménye a kolozsvári Hajnalban (1871.); elbeszélései, cikkei a Kecskemétben (Zrinyi Ilona, Zrinyi a költő, tört. elb.); a Veszprémben (mint a lap munkatársa irodalmi tárczákat: Toldy Ferencz, elbeszéléseket és költeményeket, és apróbb alkalmi cikkeket írt); a kegyestanítórendiek budapesti főgymnasium Tudósítványában (1882. A magyar Horacról), a Mindszentben (1888. Petőfi bölcselete), a Mindszent-Szegvár és Vidékében (az alkalmi egyházi beszédek); a kolozsvári Ellenzékben (költemények); a Torontálban (1891. 21., 44. sz. költ.) Költeményei jórészt hazafias, ünnepi alkalmi ódák, ismertebbek: Föl a zászlót!, Mária-ének, A magyar ifjúsághoz, A pásztorokhoz, Az utolsó bujdosó. Kossuth Lajos nevenapján, Márczius idusán, Az engesztelődés ünnepén, Felköszöntés, Király-köszöntő, Ezer év, Hymnus, A nagy napon. Nagy-Becskereken több irodalmi felolvasást tartott (részletekben közölte a Torontál).

## Munkái
- A kuruczvilág költészete. (I. Rákóczy előtti korszak. Kolozsvár, 1887. Ism. Kolozsvár, 157. sz.)
- A kolozsvári róm. kath. főgymnasium önképzőkörének huszonöt éve (1863–1888) Uo. 1888
- Révai Miklós. A tanuló ifjúság és a nagy közönség számára. Nagy-Becskerek, 1893
- Publius Terentius Afer vígjátékai, Bpest, 1895 (Verses magyar fordítás. A magyar tudom. akadémiai Karátsonyi-díj 200 aranyát nyerte. Ism. 1896: Erdélyi Muzeum, Hét 17. sz., M. Nyelvőr, Revue Critique 25. sz.)
- Emlék 1898. évi márcz. 15-én. Nagy-Becskerek (költ.)